# Casa Senyorial de Kokmuiza
La Casa Senyorial de Kokmuiža (en letó:  Kokmuižas kungu māja; en alemany:Kokenhof) també coneguda com a Casa Senyorial de Kocēni és una mansió a la regió històrica de Vidzeme, al Municipi de Kocēni del nord de Letònia.
Va ser construïda abans de 1760 en l'època de finals de l'estil barroc. L'edifici allotja l'escola primària Kocēni. Va ser el lloc de naixement el 1793, del famós botànic rus Nicolai Anders von Hartwiss.